# (200325) 2000 GM32
(200325) 2000 GM32 es un asteroide perteneciente al cinturón de asteroides descubierto el 5 de abril de 2000 por el equipo del Lincoln Near-Earth Asteroid Research desde el Laboratorio Lincoln, Socorro, Nuevo México, Estados Unidos.

## Designación y nombre
Designado provisionalmente como 2000 GM32.

## Características orbitales
2000 GM32 está situado a una distancia media del Sol de 2,401 ua, pudiendo alejarse hasta 2,926 ua y acercarse hasta 1,876 ua. Su excentricidad es 0,218 y la inclinación orbital 6,543 grados. Emplea 1359,42 días en completar una órbita alrededor del Sol.

## Características físicas
La magnitud absoluta de 2000 GM32 es 16,6. 